# José González Caballero
José González Caballero (Alcalá de Guadaíra (Sevilla), 15 de enero de 1916-Ibidem, 8 de enero de 1967) es un exfutbolista español que ocupaba el puesto de interior y formó parte del equipo con el que el Real Betis Balompié se proclamó campeón de la liga de Primera División de España en la temporada 1934-35.

## Biografía
Sus inicios deportivos tuvieron lugar en el Club Guadaíra, posteriormente pasó al conjunto amateur del Betis, para debutar con el primer equipo en la temporada 1933-34. Tras el paréntesis de la guerra civil española (1936-1939) continuó formando parte de la plantilla de este club hasta que fue traspasado al Real Club Deportivo de La Coruña en 1941.

## Títulos
| Título | Club           | País   | Año  |
| ------ | -------------- | ------ | ---- |
| Liga   | Betis Balompié | España | 1935 |